# انثالبي قياسي للتفاعل

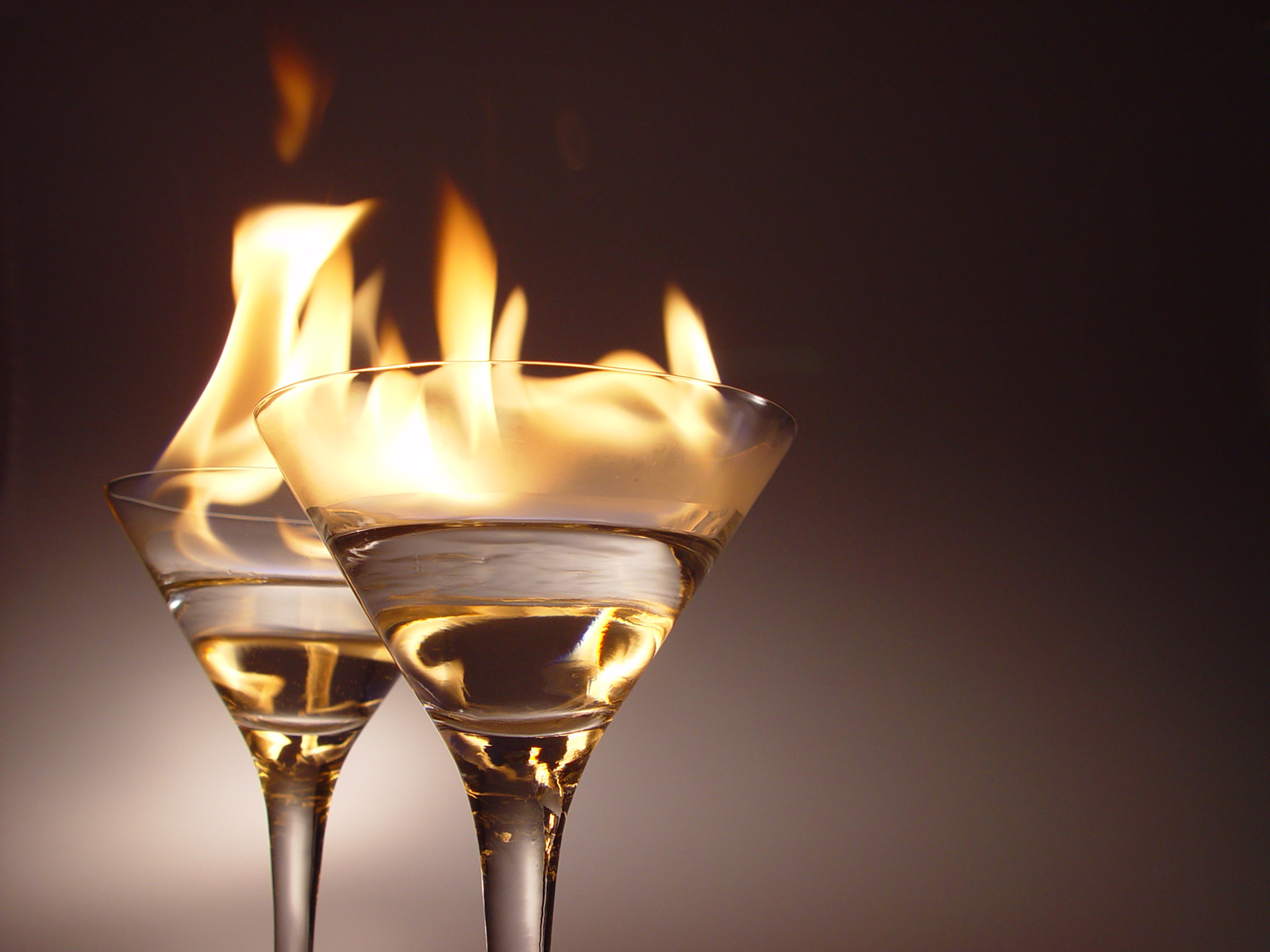

انثالبي قياسي للتفاعل  أو حرارة التفاعل (يرمز له ΔHro) هو تغيّر المحتوى الحراري (الإنثالبي) الذي يحدث في نظام عندما يتحول مول واحد من المادة بتفاعل كيميائي عند الظروف القياسية.
تحسب حرارة التفاعل بحساب الفرق في المحتوى الحراري بين النواتج P والمواد المتفاعلة R:
{\displaystyle \Delta H_{\mathrm {R} }=H_{\mathrm {P} }-H_{\mathrm {R} }}
يرتبط مفهوم الإنثالبي القياسي للتفاعل ΔHro بمفهوم الانثالبي القياسي للتكوين ΔHfo، بالتالي يمكن حساب تغير الانثالبي لأي تفاعل كيميائي في أي ظرف بمعرفة الانثالبي القياسي للتكوين للمواد المتفاعلة والنواتج؛ وذلك تطبيقاً وفق قانون هس.

## اقرأ أيضاً
- محتوى حراري
- انثالبي قياسي للتكوين
- انثالبي التعادل الكيميائي
- انثالبي التسامي